# Микул, Карл
Карл Микул (латыш. Kārlis Mikulis, 10 октября 1886 года  — 30 декабря 1911 года) — латвийский тяжёлоатлет и борец.

## Борцовская карьера
Хорошо умел инсценировать борьбу. В Воронеже, в цирке Рудольфо Труцци, Микул и Крылов делали бешеные сборы до глубокой осени, сумев провести четыре реванша Крылов-Микул.

## Достижения
В 1906 году Микул стал чемпионом России по силовой атлетике и победителем конкурса красоты атлетического сложения.